# 6232 Зубицькія
6232 Зубицькія (6232 Zubitskia) — астероїд головного поясу, відкритий 19 вересня 1985 року.
Тіссеранів параметр щодо Юпітера — 3,612.
Названо на честь українських лікарів-фітотерапевтів Зубицького Данила Никифоровича та Зубицької Наталі Петрівни.